# Calypsoryctes dynastoides
Calypsoryctes dynastoides är en skalbaggsart som beskrevs av Henry Fuller Howden 1970. Calypsoryctes dynastoides ingår i släktet Calypsoryctes och familjen Dynastidae. Inga underarter finns listade.